# Lasioglossum emirnense
Lasioglossum emirnense is een vliesvleugelig insect uit de familie Halictidae. De wetenschappelijke naam van de soort is voor het eerst geldig gepubliceerd in 1955 door Benoist.